# Chinstrap Point
Chinstrap Point är en udde i Sydgeorgien och Sydsandwichöarna (Storbritannien). Den ligger i den östra delen av Sydgeorgien och Sydsandwichöarna.
Terrängen inåt land är kuperad åt nordost, men norrut är den platt.  Det finns inga samhällen i närheten. 